# Pheidole mayri
Pheidole mayri är en myrart som beskrevs av Auguste-Henri Forel 1894. Pheidole mayri ingår i släktet Pheidole och familjen myror. Inga underarter finns listade i Catalogue of Life.